# Российская гимназия при Государственном Русском музее
Российская гимназия при Государственном Русском музее — государственное учреждение образования Санкт-Петербурга, в котором ученики получают среднее и полное среднее образование, с 1989 года — гимназия при Государственном Русском музее

## История школы
На этом участке в первой половине XIX в. находился дом генерала Ф. И. Жербина. Здесь устраивались любительские театральные представления с участием профессиональных актёров — М. Савиной, Н. Сазонова и др., была устроена постоянная сцена.
В 1830-е гг. в здании размешался «Русский Музеум» издателя и первого автора «Отечественных записок» П. П. Свиньина. Богатейшая коллекция содержала библиотеку, рукописи, нумизматический отдел, минералы, коллекцию живописи и скульптур.
В 1903 г. здание сгорело, участок был выставлен на торги. В 1907 г. предполагалось даже построить здесь мечеть и мусульманскую школу-медресе. Но ничего так и не было построено до 1938 г., когда по проекту советских архитекторов Ноя Троцкого и Тамары Каценеленбоген здесь построили школу, рассчитанную на 880 учеников и получившую номер 199, на базе которой в 1993 году и была создана гимназия.
В 1940-е гг. здание было перестроено по проекту архитектора А. Кедринского, общий фасад объединил его с домом Виельгорского (пл. Искусств, д. 4). Это здание принадлежало ранее графу Михаилу Юрьевичу Виельгорскому, который проживал там вместе со своим братом Матвеем; оба были известными музыкантами и меценатами, душеприказчиками А. С. Пушкина. До 1993 года в этом здании находился учебно-территориальный комплекс «школа-детский сад» при Государственном Русском музее, сейчас это детский сад при гимназии.
Замысел школы при Русском музее впервые был представлен на семинаре «Музей и образование» 20-25 апреля 1989 года в Москве. Одним из людей, стоявших у её истоков, был сотрудник музея, кандидат искусствоведения Алексей Григорьевич Бойко, сам окончивший школу № 199. Созданная в том же году на базе 199-й школы гимназия стала первым в России учебным заведением при музее. В 1993 году были расположенные в доме Виельгорских квартиры и, при содействии Русского музея, были воссозданы помещения музыкального салона братьев Виельгорских, в залах которого сейчас проводятся многочисленные культурные мероприятия гимназии. С 1998 года гимназии присвоен статус «Всероссийская».
Перед учениками школы выступали Дмитрий Сергеевич Лихачёв, Александр Михайлович Панченко, Маргарет Тэтчер. В 1989—1994, вплоть до самой кончины, еженедельно вел уроки библеистики исследователь европейской и восточной культуры, специалист по античности и эпохе Просвещения Игорь Евгеньевич Бабанов.
В конце 2005 года в гимназии был открыт задуманный годом ранее информационно-образовательный центр «Русский музей: виртуальный филиал», позволивший использовать на занятиях многочисленные медиаресурсы Русского музея. Он состоит из двух функциональных зон: научно-образовательной, где представлены такие разработки музея, как печатные издания, мультимедийные программы на CD и DVD, видеофильмы об истории русского искусства; и мультимедийного кинотеатра, где демонстрируются коллекции Русского музея, фильмы об истории создания и реставрации дворцов.

## Учебный процесс
Российская гимназия при Государственном Русском музее — государственное общеобразовательное учреждение среднего (полного) общего образования. Углубленное изучение предметов художественно-эстетического цикла, английского языка, русского языка и литературы, информационных технологий. Французский и немецкий языки с 5 класса. Внеурочная деятельность: музыка, театр танца, изо-студия, решение задач по математике и физике повышенной сложности, баскетбол, легкая атлетика. Международные связи: Германия, Англия, Франция. Сотрудничество с другими учреждениями: РГПУ им. Герцена, Государственный Русский музей, Международный банковский институт.
Изначально, при создании гимназии, закладывалась идея, что школа при музее, в отличие от школы при ВУЗе, не должна предполагать профессиональную ориентацию ученика. Концепция и учебный план гимназии стали плодом совместной деятельности учителей
и музейных педагогов. Музеем были предложены авторские программы эстетического образования учащихся, которые
дополняются занятиями по истории и культуре Петербурга и практикой в фондах и отделах Русского музея. В гимназии ведутся так называемые интегративных циклах, построенные с опорой на межпредметные связи, — к примеру, уроки по искусству портрета для 7 класса, связанные с курсом «Развитие речи».
Заслуженный работник культуры Российской Федерации, профессор Санкт-Петербургского Гуманитарного университета профсоюзов, доктор педагогических наук В. Е. Триодин привёл ГГРМ в качестве одного из примеров опытно-экспериментальной работы по соединению культуры и образования.
В 1990 году при Русском музее был создан Российский центр музейной педагогики и детского творчества. В нём, в частности, была разработана программа художественного воспитания и образования детей и юношества «Здравствуй, музей!», реализованная сначала в гимназии при ГРМ, а затем и в других образовательных учреждениях Санкт-Петербурга и Ленинградской области, а также в более чем 42 регионах России.
Педагогический коллектив гимназии строит работу и с другими отделами Государственного Русского музея. Отдел экскурсионно-лекционной работы встречает гимназистов на тематических экскурсиях и лекциях.
А после открытия в 2005 году информационно-образовательного центра «Русский музей: виртуальный филиал» администрация и педагоги образовательного учреждения тесно взаимодействуют с отделом по развитию проекта виртуальный филиал Русского музея, который расположен в Западной Кордегардии Инженерного замка. Взаимодействие позвляет активно использовать новейшие информационно-коммуникационные технологии в учебно-воспитательной работе, принимать участие в различных проектах и программах разного уровня, в том числе, интернет-олимпиаде «Русский музей во дворцах и в Интернет».

## Символ гимназии, знаки отличия
- Гимназия имеет собственный логотип-символ.
- Учреждены 5 категорий знаков отличия: белый, жёлтый, зелёный, розовый, бордовый (прим. 1991—2000). Данные знаки отличия используются в первых и пятых классах, а также для учителей и за особые заслуги.

## Традиции
- Первое сентября в школе традиционно встречается в большом зале филармонии[6].
- Константиновский бал

Бал является также и своеобразным экзаменом для тех, кто окончил обучение по дисциплине «Хореография».
- Творческий сбор

Одним из самых долгожданных и приятных событий гимназисты, безусловно, считают творческий сбор, который проводится в конце октября. Впервые туристический слёт был проведён в 1993 году. На слётах происходит единение учеников через исполнение походных песен и участия в творческом конкурсе. Так же на творческом сборе проводятся выступления классов. Два дня — два спектакля, первый из которых — представление класса, а другое выступление придумывается на заданную за несколько дней до сбора тему.
- Фестиваль искусств

Немаловажной традицией является так называемый фестиваль искусств, проходящий в декабре. Во время проведения фестиваля ученики при помощи своих классных руководителей ставят различные пьесы, где сами исполняют все роли. На эти спектакли часто собирается вся школа, а также приходят родители учеников. Репетиции занимают очень много времени, но остаются в памяти детей как самые светлые моменты школьной жизни.
- Левушкина весна (проводится в начальных классах)
- Тематические недели

Тематические недели посвящены различным предметам учебного цикла. В ходе их проведения ученики создают стенгазеты, а также участвуют в различных мероприятиях.
- Музейная практика: занятия проводятся во дворцах Русского музея — Михайловском, Строгановском, Мраморном, в Михайловском (Инженерном) замке, в Михайловском и Летнем садах, в других музеях Санкт-Петербурга и его пригородах — Петергофе, Гатчина, Пушкине и др. Главная задача музейной практики — знакомство с историей и коллекцией музеев, освоение музейного и социокультурного пространства, формирование у гимназистов способности воспринимать музей как часть окружающей среды.

Программы по музейной практике разработаны сотрудниками Российского центра музейной педагогики и детского творчества Государственного Русского музея. Их реализация является неотъемлемой частью учебно-воспитательного процесса.
- Собственная газета, в которой сотрудничают ученики и учителя.
- Поездки в разные страны по школьному обмену.

## Педагогический коллектив

### Директора гимназии
- Рыпин Б. И. (с 1989 по 2001);
- Сахаров С. А. (и. о. с 2001 по 2003)
- Бельгушева Л. Х. (с 2003 по настоящее время).

### Сотрудники гимназии, имеющие почётные звания в области образования
- Татьяна Васильевна Инкина, учитель английского языка, Отличник Народного образования, Заслуженный учитель Российской Федерации[11]
- Олег Оскарович Юргенштейн, учитель музыки, заслуженный учитель Российской Федерации, лауреат приза «Большая медведица» 2005 года[12]
- Татьяна Анатольевна Домасевич, учитель начальных классов, Отличник народного образования
- Надежда Анатольевна Перевёртова, учитель начальных классов, Отличник народного образования
- Елена Леонидовна Агапова, учитель русского языка и литературы, Отличник народного образования
- Валерий Васильевич Хижин, учитель физической культуры, Отличник народного образования

## Известные ученики
Выпускниками гимназии были такие актёры как Иван Ургант, Лаура Пицхелаури.